# Gert Wingårdh
Gert Bo Wingårdh, född 26 april 1951 i Skövde församling, är en svensk arkitekt. Wingårdh har fått sex Kasper Salin-pris, vilket är fler än någon annan svensk arkitekt. Hans arbeten sträcker sig från butiksinredningar till fabrikskomplex, och han har deltagit i en del projekt som fått internationell uppmärksamhet.

## Biografi
Gert Wingårdh är son till Bo Wingårdh och Ulla Wingårdh, född Andersson. När Wingårdh var i tioårsåldern flyttade familjen till Göteborg. Han började på Handelshögskolan i Göteborg samtidigt som han läste konstvetenskap. Efter en resa till Rom beslutade Wingårdh sig för att även börja läsa arkitektur på Chalmers tekniska högskola. Det fungerade dock inte med tre ämnen och han valde då att fortsätta med arkitekturstudierna; 1975 tog han arkitektexamen.
Därefter arbetade han två år på Olivegrens arkitektkontor i Göteborg, varefter han 1977 startade egen verksamhet under namnet Wingårdh & Wingårdh sedermera Wingårdh Arkitektkontor.
Wingårdh har arbetat som adjungerad professor vid Lunds tekniska högskola, och höstterminen 2007 anställdes han som konstnärlig professor i form och teknik på deltid vid Chalmers tekniska högskola. På Chalmers hade han redan 1999 promoverats till teknologie hedersdoktor.
Gert Wingårdh är ensam ägare till Wingårdh arkitektkontor.

## Utmärkelser
Nedan listas pris som tilldelats byggnader som Gert Wingårdh deltagit i ritandet av.
- 1988 Kasper Salinpriset för Öijared Executive Country Club.[9]
- 1993 Kasper Salinpriset för Astra Hässle, Mölndal.
- 2001 Kasper Salinpriset för kårhuset vid Chalmers tekniska högskola.
- 2005 Helge Zimdal-priset för Villa Astrid, Hovås.
- 2005 Prins Eugen-medaljen för "framstående konstnärlig verksamhet".[10]
- 2006 Kasper Salinpriset för Aranäsgymnasiet, Kungsbacka.
- 2007 Kasper Salinpriset för House of Sweden, Washington DC.
- 2008 World Architecture Festival Award kategori Shopping för K:fem modevaruhus i Vällingby.
- 2010 Gustaf Dalén-medaljen för att ha "genomfört förtjänstfull verksamhet som bygger på Chalmers kompetensområden".[11]
- 2012 World Architecture Festival Award kategori Hotel and Leisure för Victoria Tower i Kista, Stockholm.
- 2014 Aula Medica vald till Årets bygge av Byggindustrin.[12][13]
- 2021 Kasper Kalkon-priset för tillbyggnaden till Liljevalchs konsthall, framröstad av allmänheten i tävlingen som hölls av Arkitekturupproret.[14]
- 2021 Kasper Salinpriset för Filborna vattentorn i Helsingborg.[15]
- 2022 Rödfärgspriset för Äggdal (tillsammans med Karin Wingårdh).

## TV/radio
Sedan 2014 medverkar Gert Wingårdh i SVT:s realityserie Husdrömmar. De första fem säsongerna gjorde han programmet tillsammans med Pernilla Månsson Colt, men sedan säsong sex är det Anne Lundberg som agerar programledare. Under våren 2022 var Gert Wingårdh en av experterna i TV4:s frågesportsprogram Hjulet, som leddes av Petra Mede. Han har även tävlat tillsammans med artisten Linnea Henriksson i TV-programmet Alla mot alla. Gert Wingårdh har också medverkat i program såsom Min sanning och Sverige möts. 2003 sommarpratade Gert Wingårdh.

## Kritik
Gert Wingårdh har vunnit Arkitekturupprorets Kasper Kalkon-pris för Sveriges fulaste nybygge två gånger, 2013 för Ting1 i Örnsköldsvik och 2021 för tillbyggnaden till Liljevalchs konsthall. Det sistnämnda året kom han även trea och femma i tävlingen med Kilströmskaj i Karlskrona respektive Örebros nya kulturhus. Han tog inte emot prisbucklan efter vinsten 2021.

## Bildgalleri

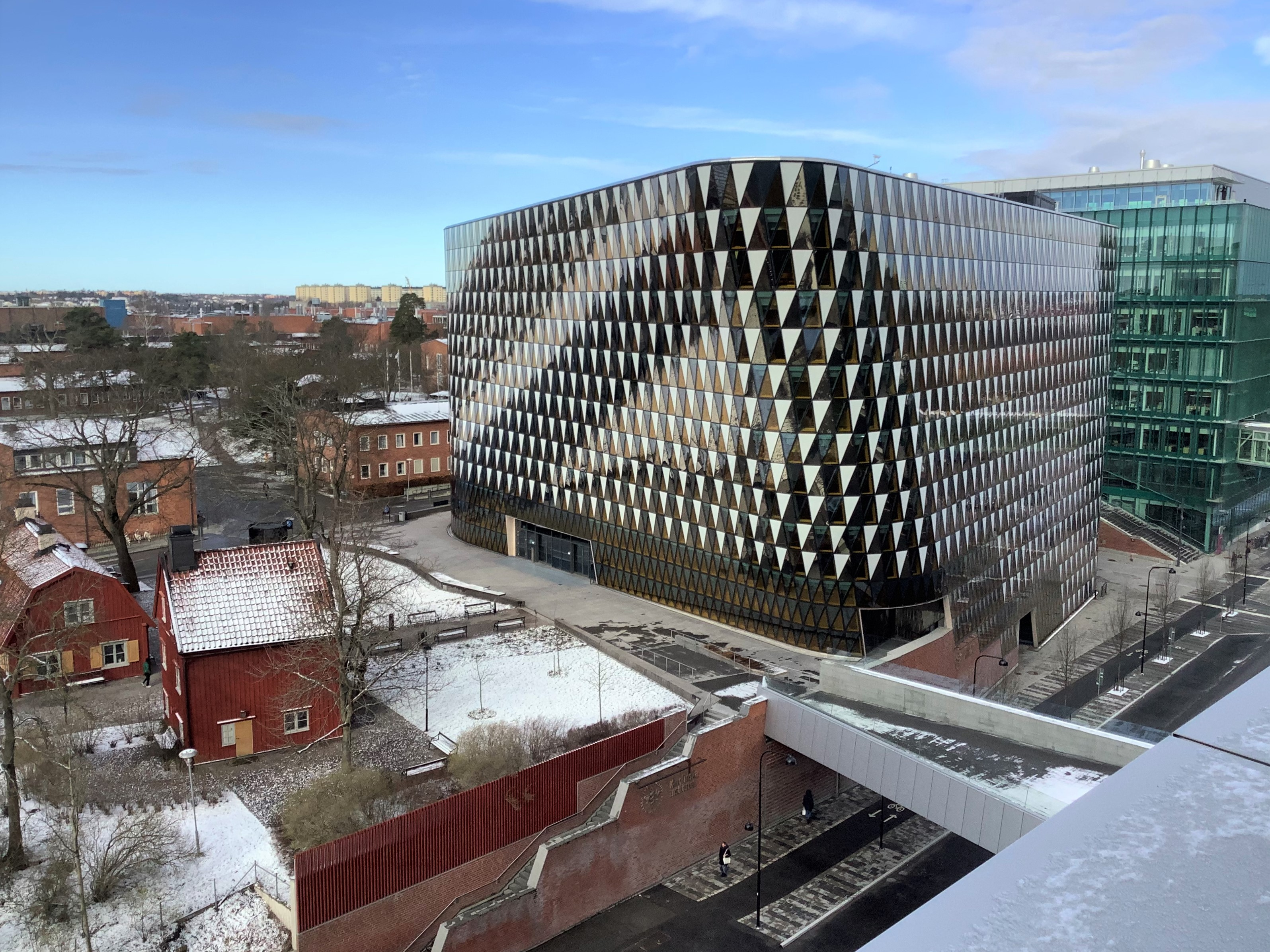
Aula Medica (2013) med Gården Stenbrottet, april 2020.
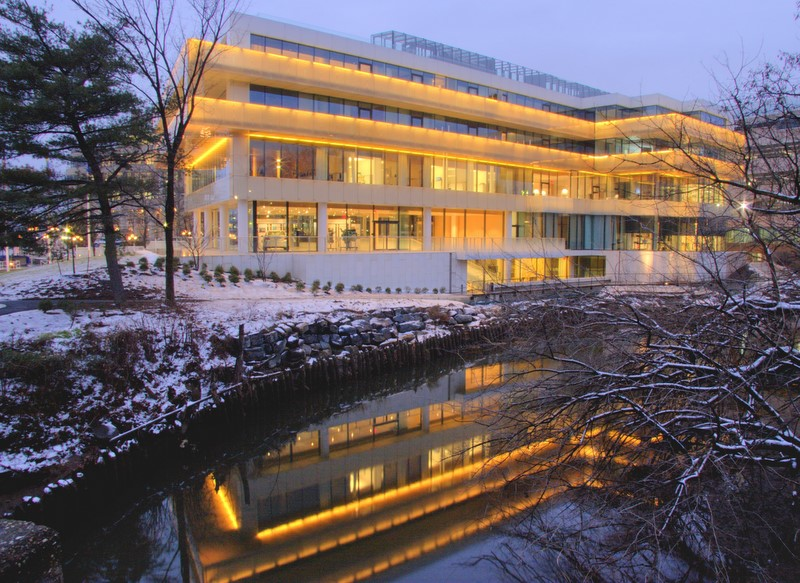
House of Sweden, som inrymmer de svenska och isländska ambassaderna i Washington D.C. (2006).
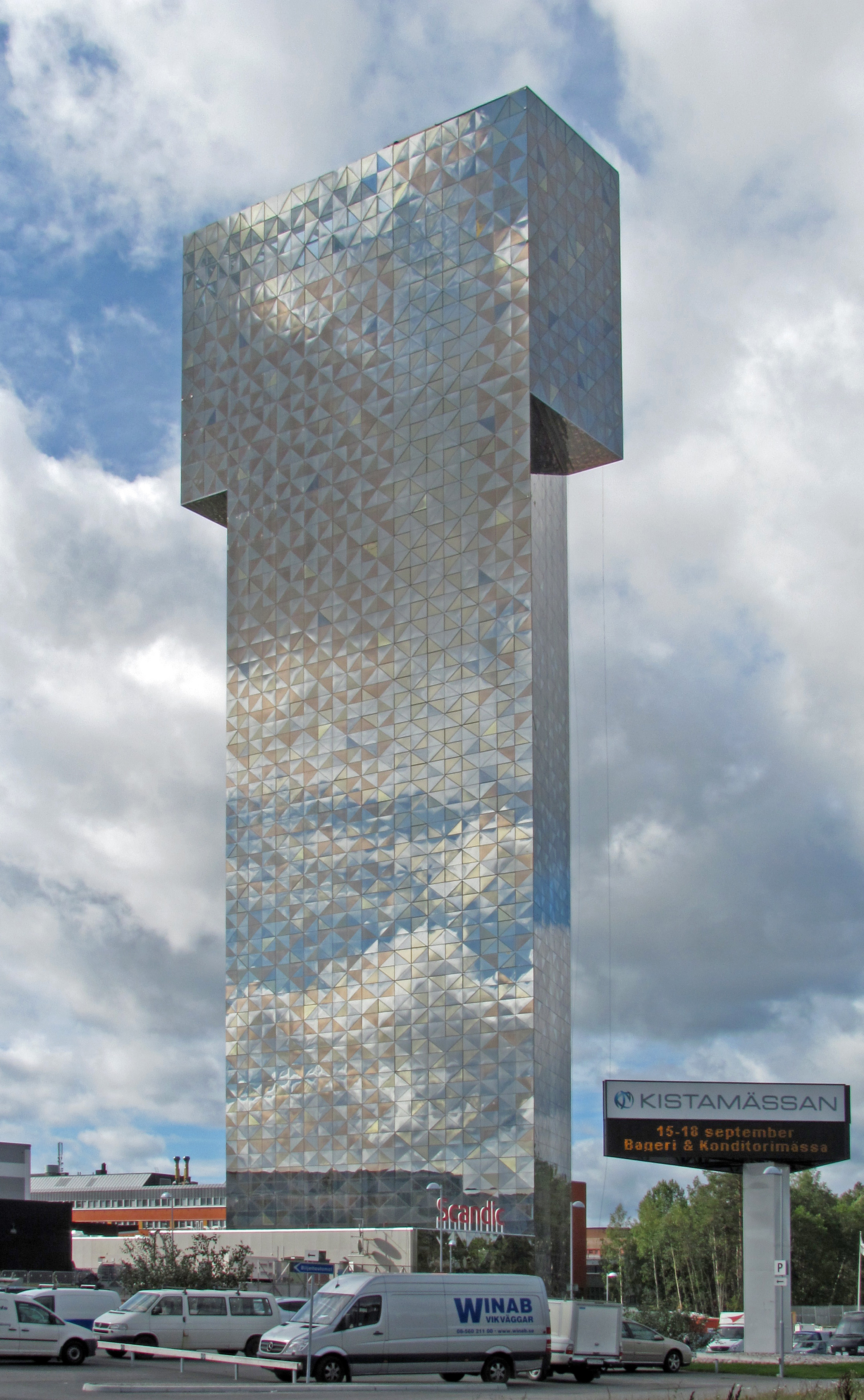
Victoria Tower vid Kistamässan i Stockholm (2011).
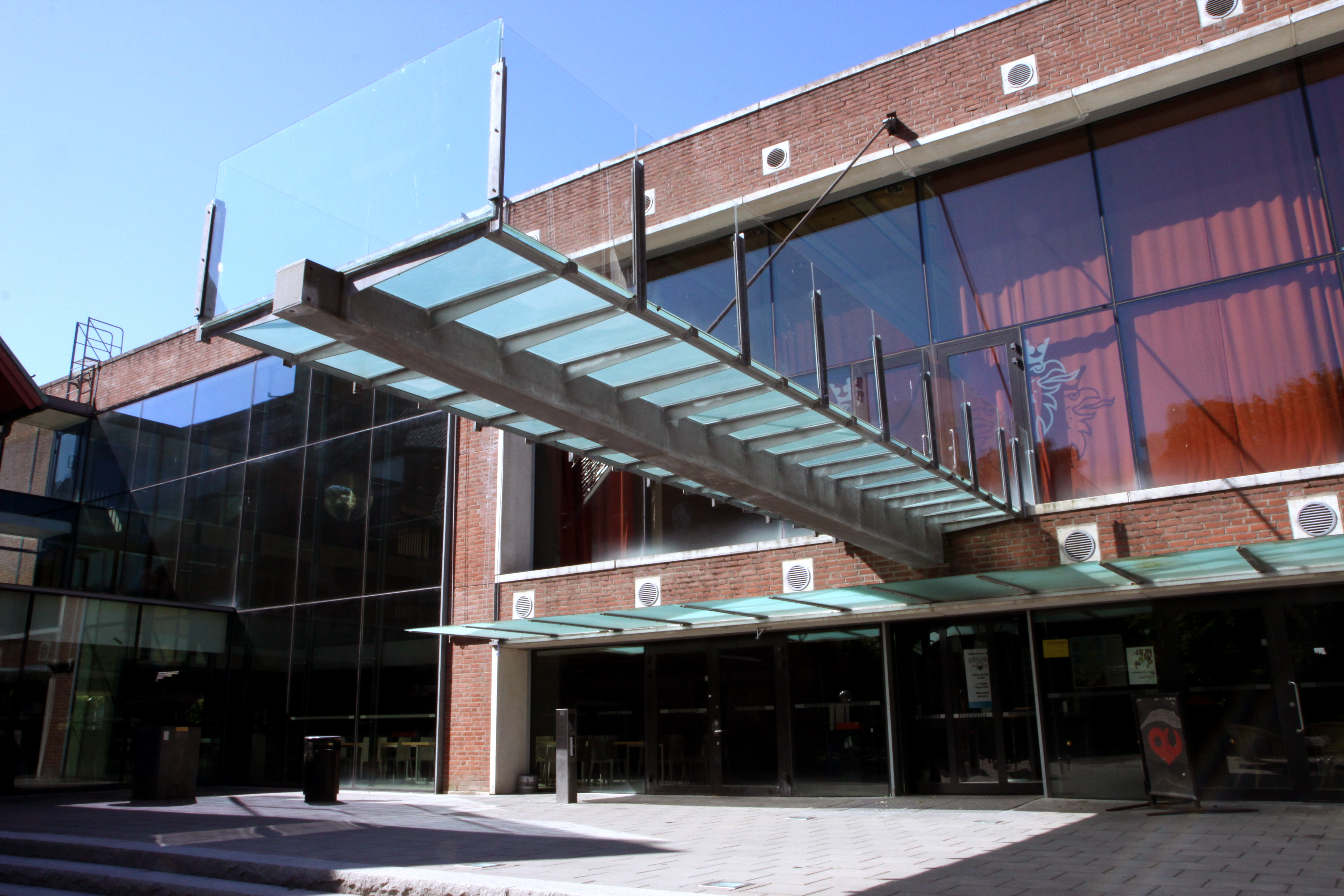
Chalmers kårhus i Göteborg (2001).
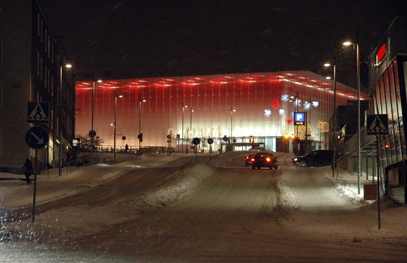
K:fem, Vällingby.
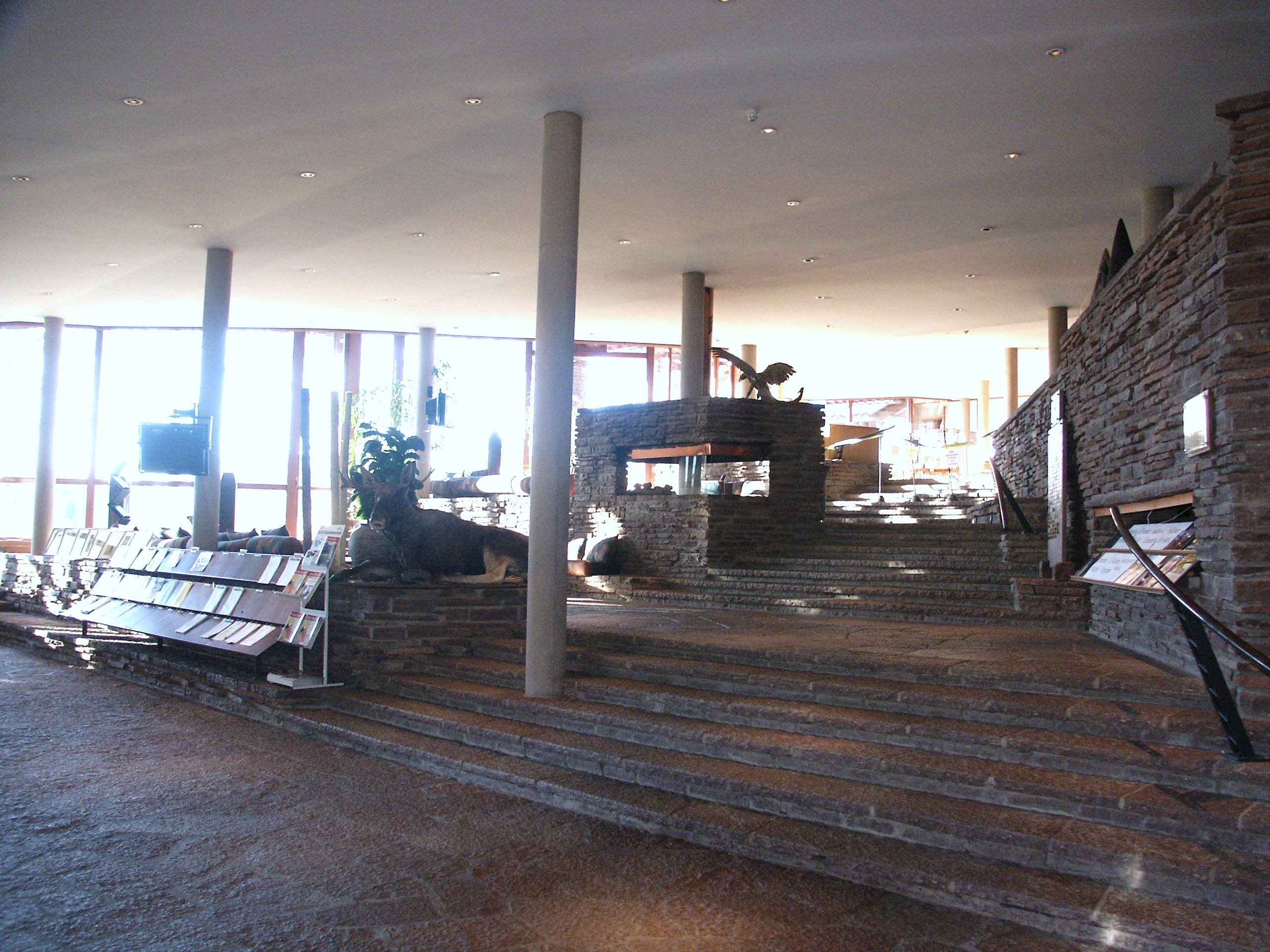
Öijared Resort (1988).
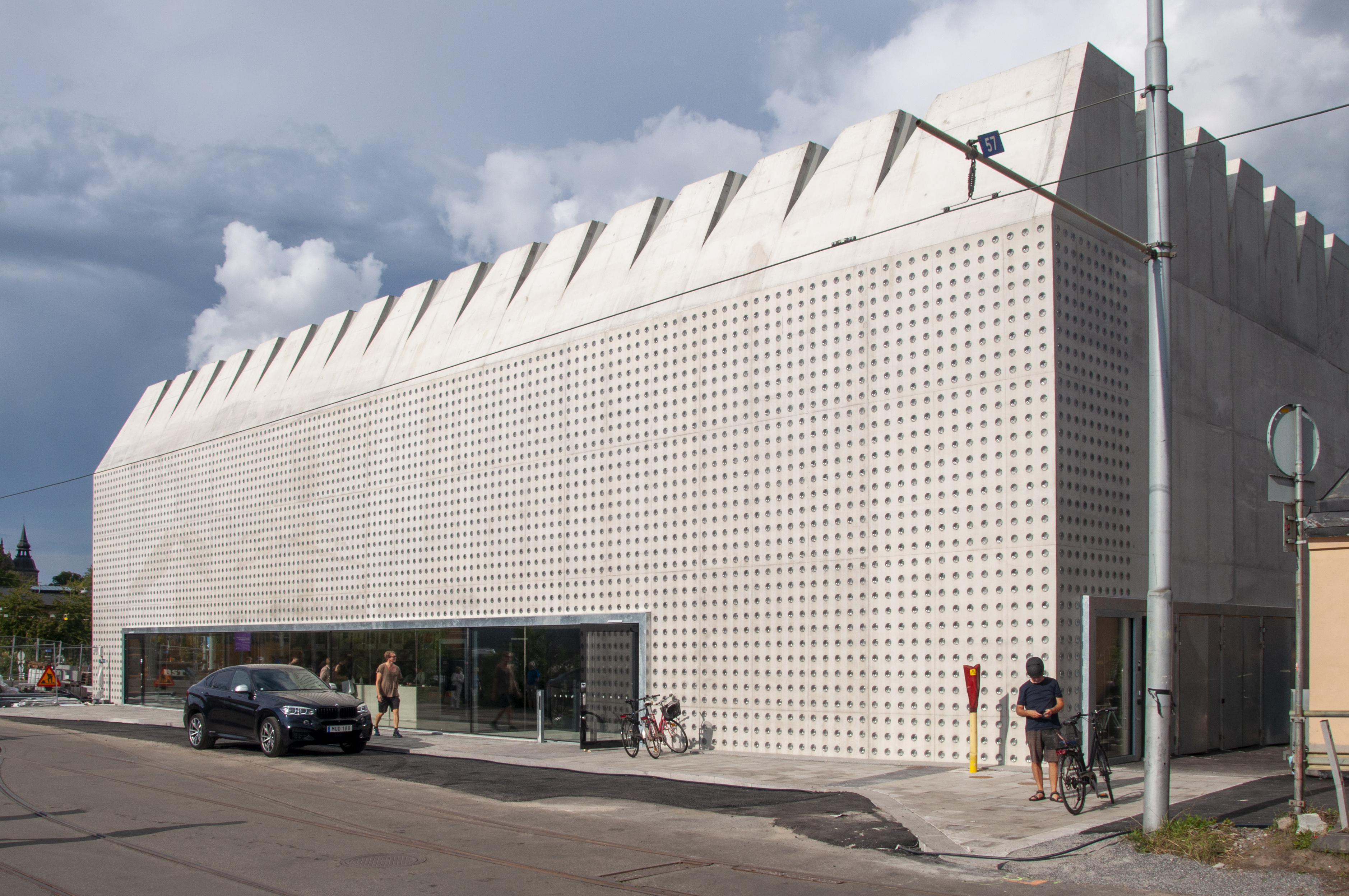
Tillbyggnad av Liljevalchs konsthall (2021).

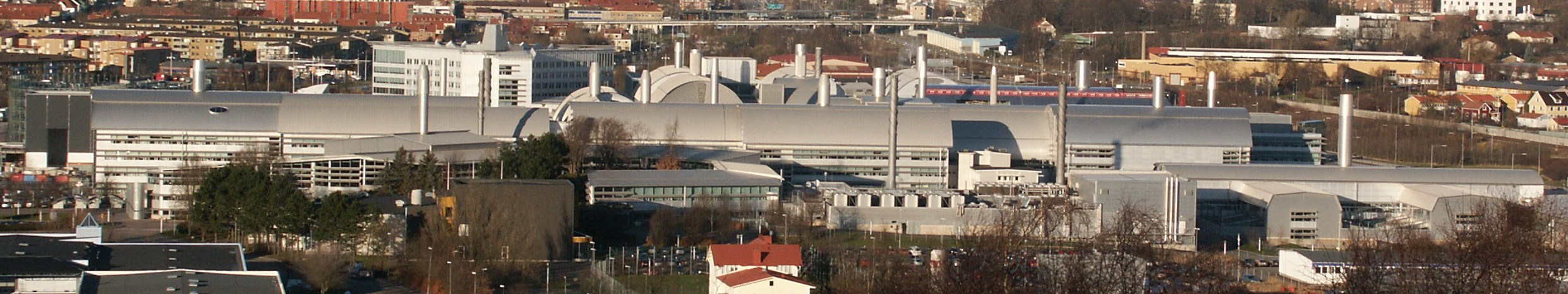
Astra Zeneca, Mölndal.